# Zevio
Zevio település Olaszországban, Veneto régióban, Verona megyében. Lakosainak száma 15 579 fő (2023. január 1.). Zevio Belfiore, Caldiero, Oppeano, Ronco all'Adige, San Giovanni Lupatoto, Palù és San Martino Buon Albergo községekkel határos.

## Népesség
A település népességének változása:
| Lakosok száma | 15 018 | 15 048 | 15 579 |
|               | 2017   | 2018   | 2023   |